# Šport u 1948.
◄◄ | ◄ | 1945. | 1946. | 1947. | 1948.  | 1949. | 1950. | 1951. | ► | ►►
Arhitektura • Astronautika • Astronomija • Biologija • Film • Fotografija • Glazba • Kazalište • Kemija • Kiparstvo • Knjige • Književnost • Kršćanstvo • Meteorologija • Medicina • Planinarstvo • Politika • Pravo • Promet • Slikarstvo • Strip • Šport • Televizija • Znanost • Zrakoplovstvo • Željeznički promet
Šport u 1948.

## Svijet

### Natjecanja
- Od 29. srpnja do 14. kolovoza – XIV. Olimpijske igre – London 1948.

### Osnivanja
- FC Dinamo Bukurešt, rumunjski nogometni klub
- AC Omonia, ciparski nogometni klub
- NK Rudar Velenje, slovenski nogometni klub

## Hrvatska i u Hrvata

### Osnivanja
- NK Široki Brijeg, bosanskohercegovački nogometni klub
- NK Istra 1961, hrvatski nogometni klub
- NK Pazinka Pazin, hrvatski nogometni klub

### Ostali događaji
- 19. listopada – Hrvatski rukometni savez nakon rata obnovio rad.

## Vanjske poveznice
|  | Zajednički poslužitelj ima još gradiva o temi Šport u 1948. |